# Waldemar Rudin
Erik Georg Waldemar Napoleon Rudin, född 20 juli 1833 i Östra Ryds församling, Östergötlands län, död 2 januari 1921 i Uppsala församling, Uppsala län, var en svensk mystiker, professor och hovpredikant. Han var dotterson till Georg Henric och Anna Leonore König samt far till Daniel Rudin.

## Biografi
Rudin var i sin mystiska andlighet influerad av radikalpietismen och kvietismen. På 1860- och 1870-talet hade han en förkärlek för gammal luthersk teosofi, vilket syns i hans predikningar från den tiden. Vid denna tid gick han också med i Bergmankretsen, en krets av mystiskt intresserade präster och hovpredikanter. 
Rudin blev student vid Uppsala universitet 1851 och filosofie doktor där 1857. Efter teologiska studier, både hemma och utomlands, blev han 1862–69 föreståndare för Fosterlandsstiftelsens hednamission. Men han tvingades avgå på grund av hans av Johann Tobias Beck inspirerade lära om den subjektiva rättfärdiggörelsen, och sitt stränga krav på helgelse. Detta väckte stor uppståndelse i nyevangeliska kretsar. På hösten 1869 blev Rudin vikarierande komminister i Klara församling i Stockholm. Tre år senare flyttade han till Uppsala som docent i estetik. År 1875 utnämndes Rudin till teologie adjunkt vid Uppsala universitet samt kyrkoherde i Uppsala-Näs församling till och med 1893. År 1877 blev han teologie doktor i Uppsala och samma år även extra ordinarie professor i exegetik samt ordinarie professor 1892. Rudin blev ledamot av bibelkommissionen 1884. 
Hans installationsföreläsning vid Uppsala universitet 1893 blev mycket omdebatterad och kom även ut i tryck: "Den gudomliga uppenbarelsens förnedringsgestalt i den heliga skrift". Där öppnade han försiktigt upp för bibelkritiken, vilket utlöste ett ramaskri i de konservativa nyevangeliska kretsar som han var känd och älskad i. Bibelkritiker hänvisade sedan ofta till denna föreläsning. 
Han var ledamot av Svenska Akademien 1896–1921, stol nr 16. 
Rudin finns representerad i Den svenska psalmboken 1986 med tonsättningen av ett verk (nr 314).
Rudin blev något av en prototyp för den helgade människan. Man jämförde honom med David Petander, "den svenske Franciskus". Rudin hade förvisso en helgad personlighet, vilket åskådliggörs av att han, när nästan hela hans dyrbara bibliotek brann ner, menade att det skedde för att han var för fäst vid sina böcker. Han gav även upp fiolspelet i sin tidiga ungdom, för att inte det skulle hindra honom i hans gudssökande. Han var en asket som stundom rentav åt dåligt.

## Psalmer
- Ack saliga dag, som i hoppet vi bidar (1986 nr 314) tonsatt 1888.